# Орнитофауна Србије
Због еколошки повољног положаја, Србија је изузетно богата птицама. Подручје ове земље се у генералном биогеографском смислу дели на три региона: панонски (пре свега Војводина), континентални (равна подручја ниже Саве) и алпски регион (Динариде). Сваки од тих биогеографских региона има свој јединствен живи свет, а тако и засебну орнитофауну.
Тренутно се за простор Србије води око 350 врста птица од којих скоро 250 гнезде или су гнездиле код нас, док осталих око 100 врста су нам посетиоци током сеобе или зимовања (пролазнице, или на лутању).

## Бројност и распрострањеност
Опис бројности птица је област којом се константно баве орнитолози, пошто се распрострањење птица динамично мења. На простору садашње Србије, до данашњих дана забележено је и потврђено присуство 351 врста дивљих птица. Што се тиче гнездарица, у периоду 1800-2015. евидентирано је гнежђење 249 врста, од чега се у садашњем периоду гнезди 240 врста птица (Пузовић, С. et al. 2016).
Региони Србије најбогатији птицама гнездарицама су Косово и Метохија, североисточна (Банат) и југоисточна Србија (граница са Бугарском и Македонијом).
У најбројније гнездеће врсте птица спадају зеба, врабац покућар, црноглава грмуша, пољски врабац и велика сеница, а у најређе ружичасти чворак, риђоглави гњурац, чапља говедарка и друге (Пузовић, С. et al. 2015).

## Историјат проучавања птица у Србији
Захваљујући пре свега раду ентузијаста, биолога али и аматера – нарочито у односу на друге фаунистичке групе организама – орнитофауна Србије је добро истражена. Птице су занимљива група, чије изучавање је одувек привлачило један број људи, који су из хобија, а други као професионални орнитолози проводили време на посматрању и пописивању птичје фауне.
Нека истакнута имена српске орнитологије били су др С. Д. Матвејев (1913-2003), проф. Милорад Марчетић, Рихард Чорнаи (1903-1984), др Јожеф Микушка (1942-2006), др Борис Гаровников (1929-2014) и други.

## Угрожене врсте и њихова заштита
Задатак институција заштите природе, као и сваког појединца јесте да чува птице и природу од све већег притиска, као загађивање, урбанизација, хемизација, нестанак станишта.
Међу најзначајније врсте птица спадају оне које су уједно и најугроженије и представљају природну реткост, као на пример птице грабљивице, белоглави суп, орао крсташ или степски соко. Ово су птице чија је светска популација толико опала, да свака држава на чијем подручју у неком броју опстају треба да буде поносна на њих и да их са посебном пажњом чува.

## Занимљивости
Следеће занимљивости говоре у прилог богатства Србије птичјим светом:
- Међу првим резерватима природе, а подстакнуто богатством птица, је Обедска бара, указом Царске коморе 1874. године, само две године након проглашења Јелоустоун парка у САД.
- Тараш у Банату има статус европског села рода, са преко 40 активних гнезда ове прелепе птице.[3]
- Светски "главни град" сова је Кикинда.[4] У овом севернобанатском граду сваке зиме борави и до 700 јединки сове утине због чега је одлучено да сове постану заштитни знак Кикинде. О феномену окупљања сова чак је и BBC направио репортажу.[5]
- Пре само 6 деценија Србију је настањивало 4 врсте лешинара (бела кања, орао брадан, белоглави суп и црни лешинар) од којих је само суп спасен од изумирања. Акција спашавања врсте је била толико успешна, да је суп уједно и једна од ретких птица чија популација данас не опада, него захваљујући активним мерама заштите расте. Тренутно у Западној и Југозападној Србији гнезди око 140 парова, док предстоји покушај враћања супа и у Источну, где је раније такође живео.[6][7]